# Песня донских казаков (фильм, 1930)
- Не следует путать с одноимённым германским фильмом 1956 года

«Песня донских казаков» — германский драматический немой фильм 1930 года, снятый, как указано, по мотивам русской народной песни «Двенадцать разбойников» (на самом деле — это песня из поэмы Н. А. Некрасова «Кому на Руси жить хорошо»).
Фильм в целом немой, но снят на границе перехода от немого к звуковому кино, и в его начале вставлены звуковые кадры с песней «Ещё думаешь обо мне, моя милая маленькая девочка…» записи Хора донских казаков Сергея Жарова.

## Сюжет
Виктор, сын князя Гагарина, обручается с молодой Наташей, подопечной губернатора Малютова, который выступает против свадьбы. Виктор и Наташа сбегают, собираясь тайно обвенчаться. Малютов отправляется за ними в погоню, и нагнав их, оскорбляет молодого князя, который отвечает на оскорбление выстрелом из пистолета, что приводит к смерти Малютова.
Князя Виктора Гагарина приговаривают к пожизненной ссылке в Сибирь. Но ему удаётся бежать с помощью своего верного слуги Дирки и каторжника Митюхи. Он присоединяется к банде разбойников и быстро свергает их главаря, сам став на его место. Однако, его попытки перевоспитать разбойников вызывает их недовольство — в лагере назревает бунт. Авансы, которые делает ему Любка — любовница предыдущего главаря, Гагарин игнорирует. В это время в лагерь разбойников в поисках своего любимого приходит Наташа…
Было двенадцать разбойников,

Был Кудеяр-атаман,

Много разбойники пролили

Крови честных христиан,

Много богатства награбили,

Жили в дремучем лесу,

Вождь Кудеяр из-под Киева

Вывез девицу-красу.

Днем с полюбовницей тешился,

Ночью набеги творил,

Вдруг у разбойника лютого

Совесть господь пробудил.
Фильм был снят с двумя финалами:
- во время бунта разбойников Наташа погибает закрыв собой Виктора от удара ножа, и тот, не видя смысла жить, уходит в монастырь.
- Наташа и Виктор уезжают в другую страну, чтобы там стать счастливыми.

### Основа
Фильм снят по мотивам песни «Двенадцать разбойников», которая является вариантом песни «О двух великих грешниках» из главы «Пир на весь мир» поэмы «Кому на Руси жить хорошо» Н. А. Некрасова — эта песня сложена поэтом на основе легенды об атамане Кудеяре.
Различные версии песни известны как народные, поскольку попытки Некрасова опубликовать в 1876 году главу «Пир на весь мир» в журнале «Отечественные записки» были отклонены цензурой, и глава издавалась нелегально или в урезанном и искаженном виде.

## В ролях
- Ганс Адальберт Шлеттов — Виктор, сын князя Гагарина
- Лин Дейерс — Наташа
- Хьго Вернер — генерал Малютов
- Георг Шнель — князь Гагарин
- Отто Кронбургер — ротмистр Вронский
- Иван Коваль-Самборский — Дирка, слуга Виктора Гагарина
- Фриц Грайнер — главарь разбойников
- Герта фон Вальтер — Любка, любовница главаря разбойников
- Фриц Камперс — Митюха, каторжник
- Осип Рунич — Басманов
- Хор донских казаков Сергея Жарова

## Съёмки
Фильм был анонсирован как «совместный немецко-русский фильм с Эммой Цесарской в главной роли», однако, Эмма Цесарска снялась в другом фильме снятом в СССР при участии германской кинофирмы «Дерусса» — «Тихий Дон».
Режиссёр фильма Георгий Азагаров — до эмиграции работавший с Евгением Бауэром, и был вторым режиссёром на фильме «Грех» 1916 года Якова Протазанова.
В составе съемочной группы и актёров много русских белоэмигрантов, примечательно, что в титрах второе название фильма — «Потерянная родина».
Изображающими Россию местами съёмок стали район Берлина Йоханнисталь и городок Плау-ам-Зе.

## Прокат
Премьера фильма в Германии состоялась 15 февраля 1930 года в кинотеатре Моццарт-Зал, затем фильм демонтировался в разных странах Европы под разными названиями: в Финляндии, Эстонии и Греции как «Донские казаки», Австрии как «Двенадцать разбойников» («Die zwölf Räuber»), в Швеции как «Цыганская жизнь» («Zigenarliv»).

## Критика
«Берлинский ежедневник» отметил игру исполнителей главных ролей, а также исполняющего роль каторжника Митюхи актёра Фрица Камперса и назвал отличным и сыгранным с любовью исполнение выходящей на первый план роли слуги Дирки актёром Иваном Коваль-Самборским.
«Немецкая всеобщая газета» отметив, что хотя участие хора придаёт фильму определённое обрамление, акустически фильм «довольно спорный», заметив, что хуже, однако, «вопрос об общем художественном уровне этой цыганской истории», отметив, что фильм — «посредственная попытка подражать русскому фильму, пытаясь демонстрировать свою неординарность», и положительно отметив только сцену цыганского танца в лесу.
Снятый белоэмигрантами фильм был резко раскритикован газетой «Красный флаг» — органом Коммунистической партии Германии, где назван «романтической лживой „песней“ о добром князе»:

Цель фильма состоит в том, чтобы пробудить симпатии к князьям с белогвардейцами. Пошлая киноопера. Режиссёр старался при помощи формальных средств советско-российского кино, а снял дешёвые эффекты. Но ему не хватает идеи. Фильм о том как князь вляпался в навозную кучу.
Оригинальный текст (нем.)Ziel sei es: „mit weißgardistisch weltvertrottelten Klängen Sympathien für die Fürsten zu erwecken. Die abgeschmackteste Filmoper zwischen Faribari und ‚Troubador‘. Der Regisseur Georg Asagarof, versucht, mit formalen Mitteln des sowjetrussischen Films billige Effekte zu schinden. Doch es fehlt ihm die Idee. Der Film gehört wie die Fürsten auf den Misthaufen.